# Raúl Ricardo Alfonsín
Raúl Ricardo Alfonsín (12. marts 1927 i Chascomús, Argentina – 31. marts 2009 i Buenos Aires, Argentina) var Argentinas præsident fra 1983 til 1989. Han var den første demokratisk valgte præsident efter militærdiktaturet 1976–1983. Han blev efterfulgt af Carlos Menem.

## Biografi
Alfonsin fik en militær uddannelse og studerede derefter jura. Han blev cand.jur. i 1950 og åbnede samme år en advokatpraksis i Chascomús. Allerede i studietiden havde han været medlem af Movimiento de Intransigenica y Renovación (bevægelsen for modernisering og fornyelse), som var en gren af det radikale parti Union Civica Radical. Han blev valgt ind i kommunestyret i sin hjemby i 1950 og to år senere blev han valgt ind i provinskongressen. I 1953 blev han arresteret. I 1963 blev han valgt ind i den nationale kongres, men han trak sig fra pladsen i protest mod, at præsident Arturo Umberto Illia blev styrtet ved et militærkup i 1966.